# The Blue Pearl (film fra 1920)
The Blue Pearl er en amerikansk stumfilm fra 1920 af George Irving.

## Medvirkende
- Edith Hallor som Laura Webb
- Lumsden Hare som Holland Webb
- Earl Schenck som Penrose Trent
- John Halliday som Richard Drake
- Corliss Giles som Wilfred Scott
- D.J. Flanagan som Frederick Thurston
- H. Cooper Cliffe som Major Topping
- Faire Binney som Angelica Topping
- Florence Billings som Sybil Trent